# Сиврибурун
Сиврибурун (от турски: остър нос) е най-северният нос на Българското Черноморско крайбрежие. Границата между България и Румъния преминава на няколкостотин метра северно от него.
Представлява отвесен земен шкарп, висок около 20 метра над морската повърхност. Върху него има насипно съоръжение, служило през XVII – XIX век за дневен и нощен навигационен ориентир. Зад носа започва най-северният добруджански защитен пояс – гора, предимно от акациеви дървета, които задържат снега и спомагат борбата срещу ерозията.
От Сиврибурун на юг до Карталбурун се простира плажна ивица, дълга около 3 километра с дюни, чието местно название е „Ана Мария“, по името на кораба, заседнал там през 60-те години на XX век. Най-близките населени места са село Вама веке (Vama Veche) от румънската страна и село Дуранкулак – от българската.
Етимологията на Вама веке е „Старата митница“ – остатъчно название от времето, когато румънската окупация (1918 – 1940 г.) е достигала до с. Кранево (Добричко) (тогавашната румънска „Нова митница“). Вама веке е най-южният румънски курорт, привлекателен център за младите румънски хора на изкуството.